# Neoscona triangula mensamontella
Neoscona triangula là một phân loài nhện trong họ Araneidae.
Loài này thuộc chi Neoscona. Neoscona triangula mensamontella được Embrik Strand miêu tả năm 1907.

## Hình ảnh

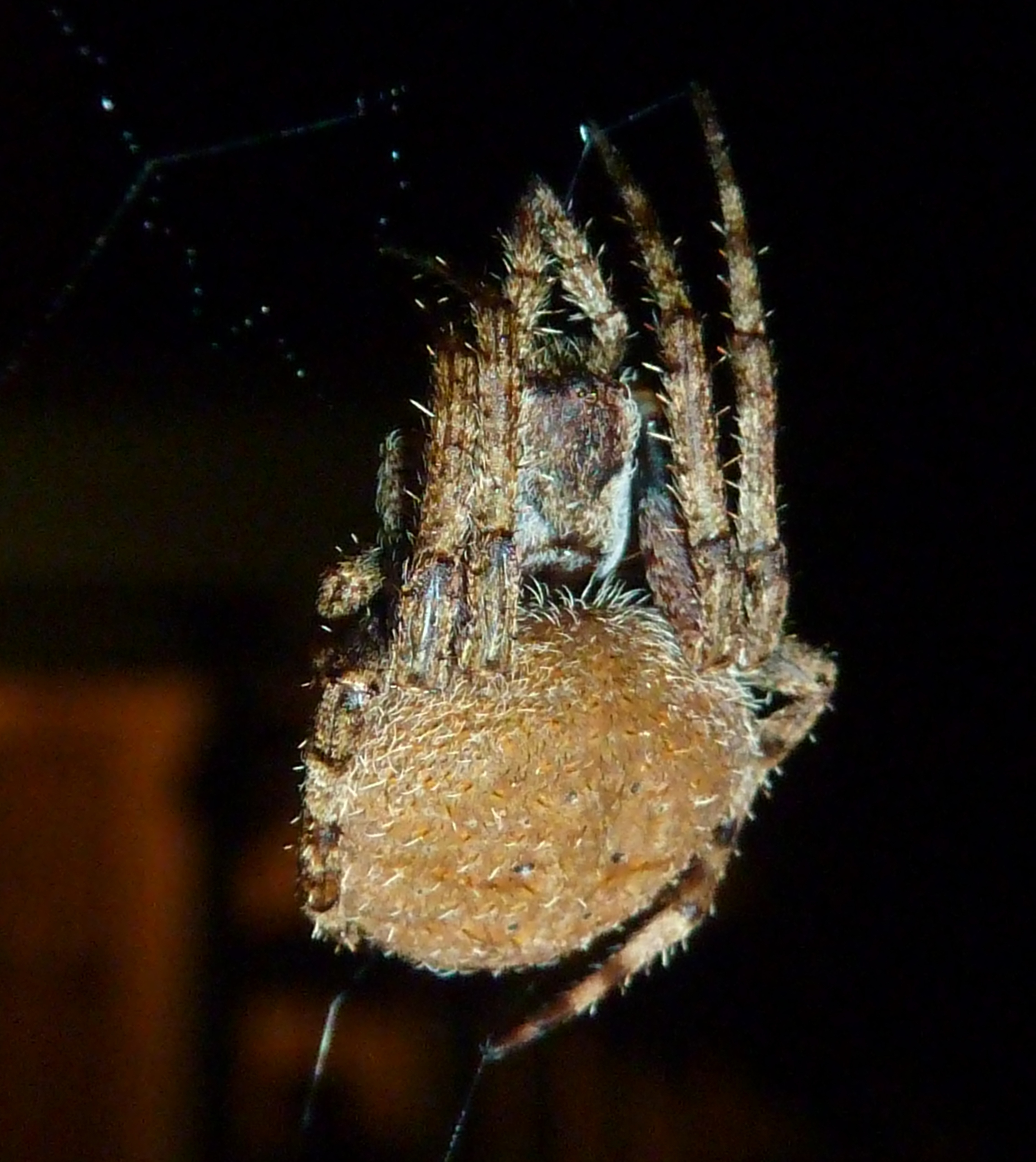
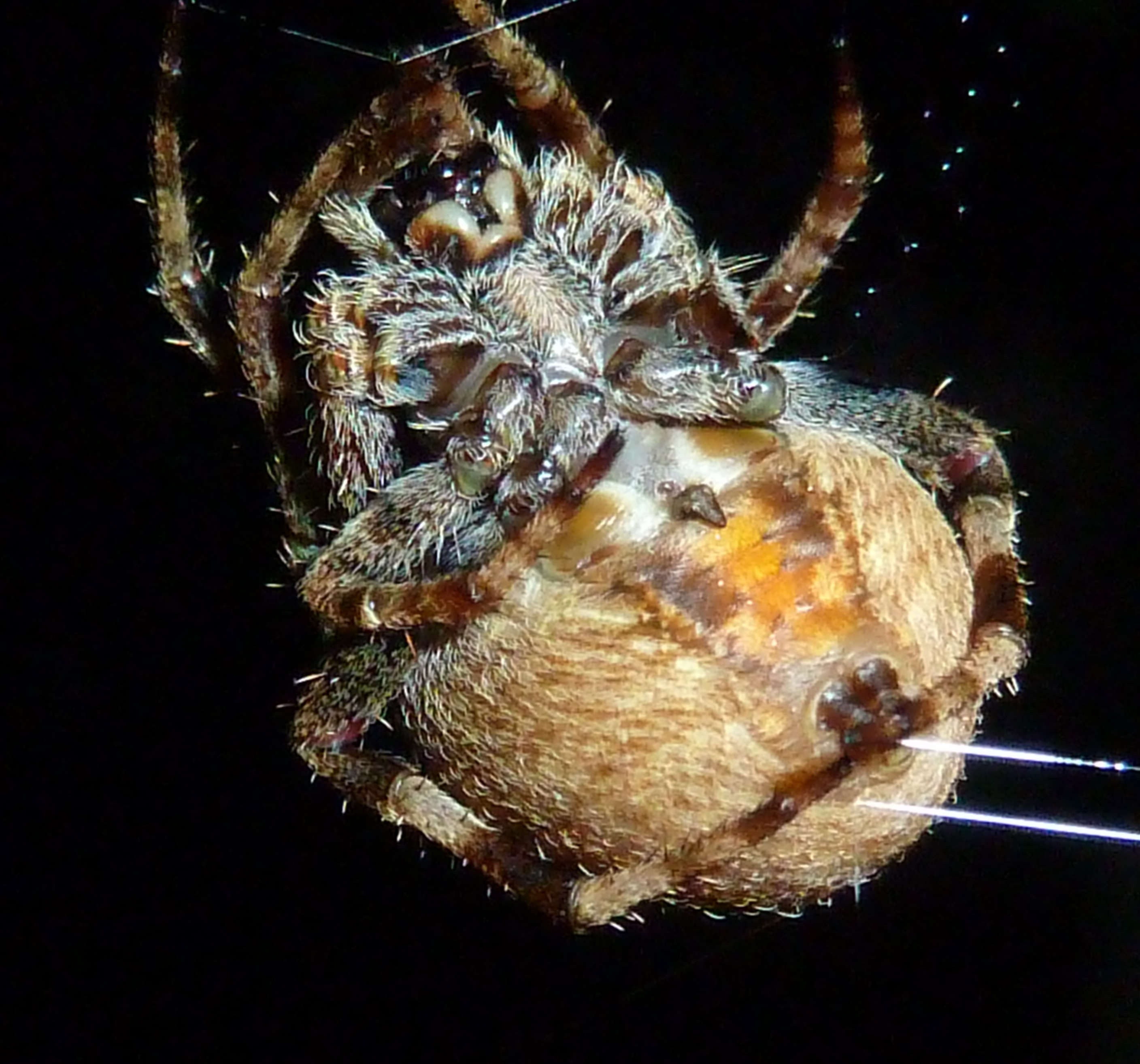
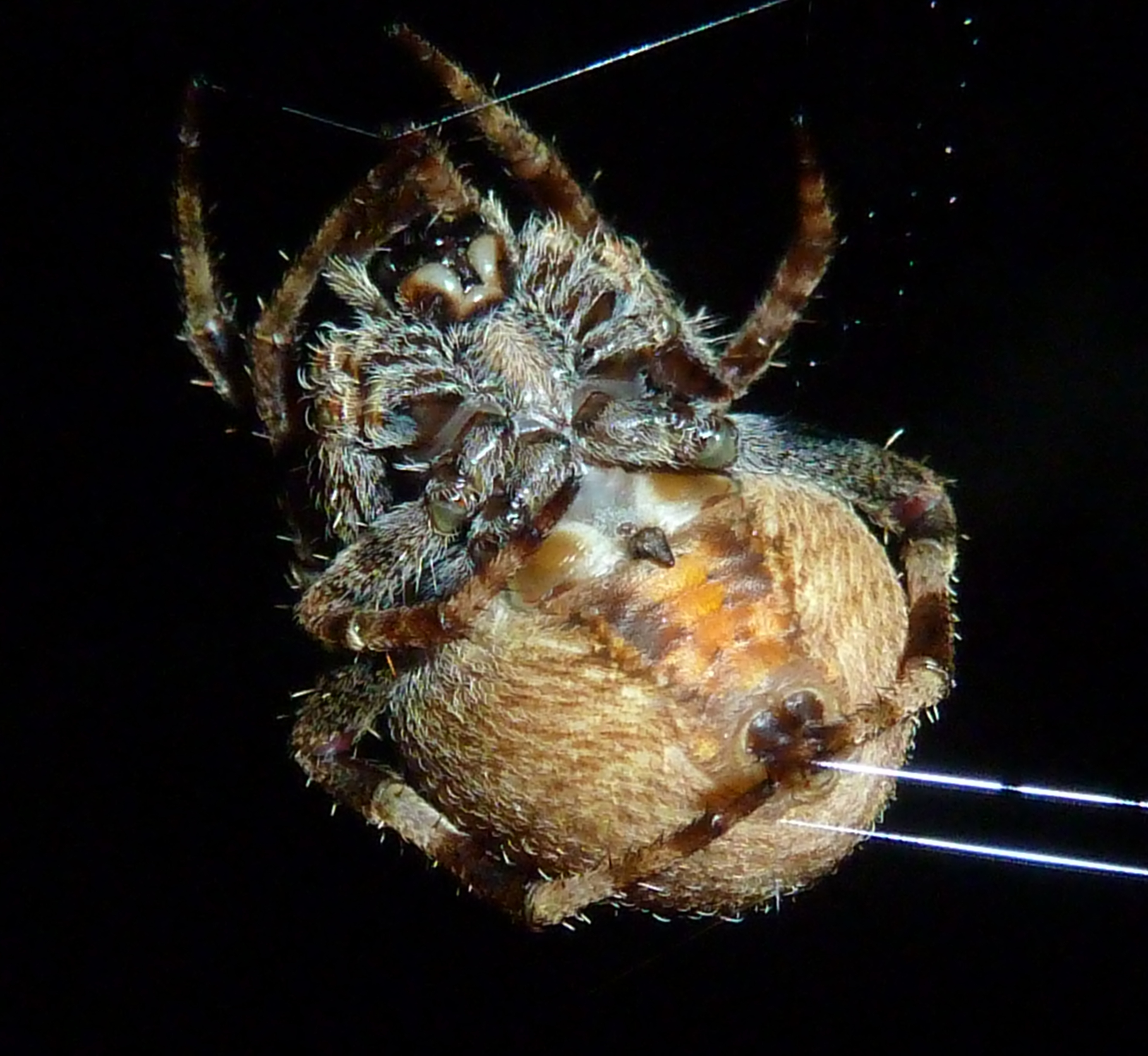
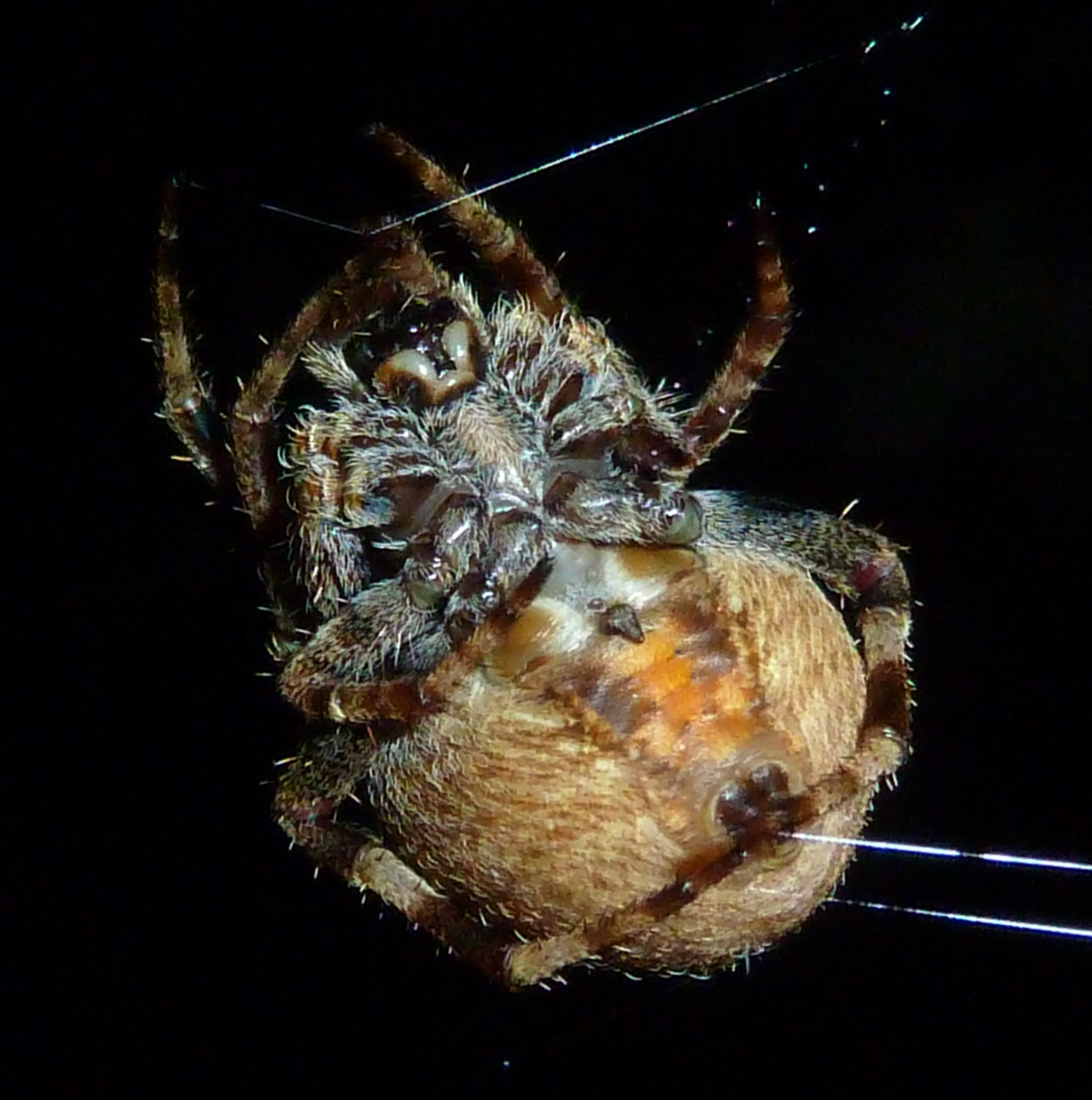